# Аен
Аен (фр. Ahun) насеље је и општина у централној Француској у региону Лимузен, у департману Крез која припада префектури Гере.
По подацима из 2011. године у општини је живело 1.596 становника, а густина насељености је износила 47,3 становника/km². Општина се простире на површини од 33,74 km². Налази се на средњој надморској висини од 449 метара (максималној 564 m, а минималној 331 m).

## Демографија
| 1962. | 1968. | 1975. | 1982. | 1990. | 1999. | 2011. |
| ----- | ----- | ----- | ----- | ----- | ----- | ----- |
| 1.491 | 1.623 | 1.605 | 1.529 | 1.481 | 1.501 | 1.596 |

График промене броја становника у току последњих година